# Ernst Stahel

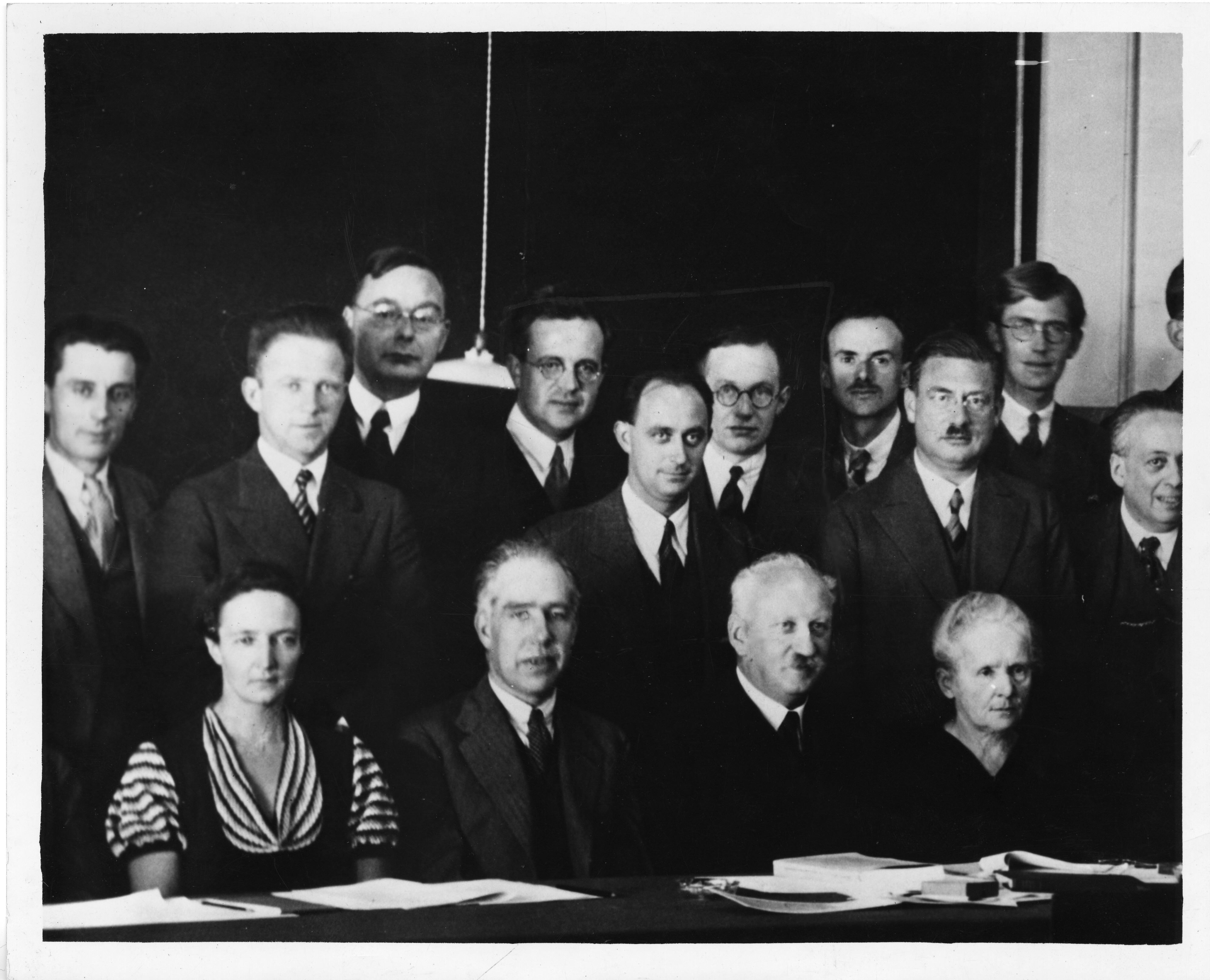
Ernst Stahel 1933 (a partir da esquerda, 4º de pé)

Ernst Stahel (também Ernest Stahel; Flawil, 11 de março de 1896 – 27 de junho de 1986) foi um físico suíço.

## Vida e obra
Obteve um doutorado em 1922 no Instituto Federal de Tecnologia de Zurique, com a tese Über die ersten Glieder der Actinium-Reihe., orientado por Auguste Piccard. Em 1922 foi com seu orientador para a Université Libre de Bruxelles, onde foi de 1922 a 1929 assistente e chargé de cours e de 1929 a 1945 professor extraordinário. Stahel conduziu como colaborador de Piccard a Experiência de Michelson-Morley em um balão (1926) e na montanha Rigi. Participou de diversas Conferências de Solvay (1933, 1948). Em 1937 foi condecorado cavaleiro da Ordem de Leopoldo.